# Mourad Hdiouad
Mourad Hdiouad (ur. 10 września 1976) – marokański piłkarz grający na pozycji pomocnika.

## Kariera klubowa
Karierę piłkarską Hdiouad rozpoczął w Paragwaju, w klubie Tembetary Ypané, w którym przez 2 lata (1996-1998) grał w paragwajskiej Primera División. W 1998 roku wrócił do Maroka i grał w FAR Rabat. W 1999 roku zdobył z nim Puchar Maroka.
Latem 2001 roku Hdiouad przeszedł z FAR do bułgarskiego Liteksu Łowecz. W 2004 roku zdobył z Liteksem Puchar Bułgarii. W sezonie 2002/2003 był wypożyczony do saudyjskiego Ittihad FC, z którym w 2003 roku wywalczył mistrzostwo Arabii Saudyjskiej. W latach 2005–2006 Marokańczyk był zawodnikiem CSKA Sofia i zdobył z nim Puchar Bułgarii.
W 2006 roku Hdiouad przeszedł do FC Augsburg, grającego w 2. Bundeslidze. Zadebiutował w nim 14 sierpnia 2007 w przegranym 0:2 domowym meczu z 1. FC Köln. Od lata 2009 roku, gdy odszedł z Augsburga, pozostaje bez przynależności klubowej.
| Sezon   | Klub            | Kraj             | Rozgrywki        | Mecze | Bramki |
| ------- | --------------- | ---------------- | ---------------- | ----- | ------ |
| 1996/97 | Tembetary Ypané | Paragwaj         | Primera División | ?     | ?      |
| 1997/98 | Tembetary Ypané | Paragwaj         | Primera División | ?     | ?      |
| 1998/99 | FAR Rabat       | Maroko           | GNF 1            | ?     | ?      |
| 1999/00 | FAR Rabat       | Maroko           | GNF 1            | ?     | ?      |
| 2000/01 | FAR Rabat       | Maroko           | GNF 1            | ?     | ?      |
| 2001/02 | Liteks Łowecz   | Bułgaria         | A PFG            | 32    | 5      |
| 2002/03 | Ittihad FC      | Arabia Saudyjska | I. liga          | ?     | ?      |
| 2003/04 | Liteks Łowecz   | Bułgaria         | A PFG            | 24    | 3      |
| 2004/05 | Liteks Łowecz   | Bułgaria         | A PFG            | 30    | 5      |
| 2005/06 | CSKA Sofia      | Bułgaria         | A PFG            | 19    | 7      |
| 2006/07 | FC Augsburg     | Niemcy           | 2. Bundesliga    | 27    | 5      |
| 2007/08 | FC Augsburg     | Niemcy           | 2. Bundesliga    | 33    | 4      |
| 2008/09 | FC Augsburg     | Niemcy           | 2. Bundesliga    | 23    | 2      |

## Kariera reprezentacyjna
W reprezentacji Maroka Hdiouad zadebiutował w 2000 roku. W 2004 roku był powołany do kadry na Puchar Narodów Afryki 2004. Tam wywalczył wicemistrzostwo kontynentu i wystąpił we 2 meczach: z Republiką Południowej Afryki (1:1) i półfinale z Mali (4:0). W latach 2000–2005 rozegrał w kadrze narodowej 19 spotkań.